# Bayard Veiller
Bayard Veiller (Brooklyn, Nova York, 2 de gener de 1869 − Nova York, 16 de gener de 1943) va ser un dramaturg, guionista, productor i director de cinema estatunidenc. Va escriure guions per a 32 pel·lícules entre 1915 i 1941.
Va néixer el 2 de gener de 1869 a Brooklyn, Nova York. Es va casar amb l'actriu anglesa Margaret Wycherly (1901-1922). El seu fill, Anthony Veiller, va ser també guionista.
Veiller va estrenar per primera vegada al teatre de Broadway amb la peça The Primrose Path (El camí de roses), una obra que va escriure i va produir. Però, va ser un fracàs. El seu primer èxit com a dramaturg va ser amb Within the Law a Broadway, durant la temporada 1912-1913. Va ser adaptada més de cinc vegades diferents a la pantalla gran. Veiller va continuar escrivint obres de teatre tot esdevenint també guionista de cinema. Els seus èxits posteriors a Broadway inclouen The Thirteenth Chair i The Trial of Mary Dugan (El judici de Maria Dugan), que també van ser adaptades al cinema.
Va morir el 16 de gener de 1943 a la ciutat de Nova York, als 74 anys.

## Filmografia seleccionada
- The Deadlier Sex (1920)
- There Are No Villains (1921)
- Smooth as Satin (1925)
- The Trial of Mary Dugan (1929)
- The Thirteenth Chair (1929)
- Paid (1930)
- L'àliga i el falcó (The Eagle and the Hawk) (1933) (productor)
- Miss Fane's Baby Is Stolen (1934)
- The Trial of Mary Dugan (1941)
- The Notorious Sophie Lang (1934) (productor)

## Traduccions al català
- El procés de Mary Dugan, traducció catalana d'Alfons Nadal i Domènec Juncadella. Estrenada per la Companyia Vila-Daví, al teatre Romea de Barcelona, el 30 de març de 1929.